# Zetí
En física teòrica de partícules, el Zetí ('Zino' en anglès) és una partícula elemental hipotètica supercompanya del bosó Z (mediador de la interacció nuclear feble). Es classificaria com a fermió, en ser supercompanya del bosó Z, d'acord amb les prediccions de la supersimetria. Tindria espín 1/2 i massa no nul·la. No ha estat detectat encara, indicant que té una massa molt elevada (o un acoblament molt feble amb les partícules normals).